# 白蟬朱家梁子崖墓群
白蟬朱家梁子崖墓群位於四川省綿陽市遊仙區，文物遺址年代判定為漢。2012年7月16日公佈為第八批四川省文物保護單位。

## 簡介[2]
朱家梁子崖墓群位於四川省綿陽市游仙區白蟬鄉一碗水村朱家梁子山腰。在朱家梁子長約100、高不到10公尺的緩坡上已暴露崖墓6座。6座崖墓結構完整，均由墓道、甬道和墓室三部分組成；墓道均向墓室方向傾斜，具有四川西漢土坑墓墓道特徵。2號墓的基道中部高、前後兩端低，中間開有排水溝。墓室均是前低後高，內均設有石灶、壁龕和屍台。這是迄今四川已發掘崖墓中唯一一處墓道外高內低的墓群，對研究四川崖墓形制演變具有重要價值。3號墓為“元和二年”（85）紀年崖墓，屬於崖墓分佈尚不普遍的東漢早期，顯得非常珍貴。墓群出土陶、銅、鐵和錢幣等文物200余件（枚）。其中，“青羊”黑漆鈷銅鏡光潔如新，尚可鑒人，是難得的科技考古重要標本。朱家梁子崖墓群對於研究四川崖墓的發展演變、區域分佈狀況、考古學分期和深入研究等都具有重大價值和意義。